# Unstoppable (James Blunt)
Unstoppable è un singolo del cantautore britannico James Blunt, pubblicato il 29 ottobre 2021 come secondo estratto dalla prima raccolta The Stars Beneath My Feet (2004-2021).

## Descrizione
Il brano, uno dei quattro inediti della raccolta di Blunt The Stars Beneath My Feet (2004-2021), è stato scritto da Andrew Jackson, James Blunt e Mark Crew, che l'ha anche prodotto insieme a Dan Priddy.

## Video musicale
Il videoclip del singolo, diretto da Jamie Thraves, è stato pubblicato sul canale YouTube del cantautore in concomitanza con il lancio del singolo. Il 5 novembre successivo è stato caricato anche il lyric video del brano.

## Tracce
Download digitale – 29 ottobre 2021
1. Unstoppable – 3:27
2. Love Under Pressure – 2:45

Versione acustica – 12 novembre 2021
1. Unstoppable (Acoustic) – 3:30
2. Unstoppable – 3:27